# Carlos Augusto Quiñónez
Para otro uso del término, sobre el futbolista ecuatoriano véase Carlos Andrés Quiñónez.

.

Carlos Augusto Quiñónez (17 de marzo de 1980, Capital Federal, Provincia de Buenos Aires, Argentina) es un exfutbolista argentino surgido de Boca Juniors. Jugaba como mediocampista.

## Biografía
Volante. Surgido de las divisiones inferiores de Boca Juniors. Debutó en este club el 30 de julio de 2000 contra Argentinos Juniors (4-0). No tuvo lugar en la primera de Boca así que recaló en Club de Fútbol Cuautitlán de México en 2001 donde estuvo 2 años. Luego pasa a Tigres B de ese mismo país en el 2003, donde también estuvo 2 años. En el 2004 tiene un fugaz paso por Chacarita Juniors. Después pasa a Kuala Lumpur de Malasia en el 2005 hasta el 2006. En el 2007 vuelve a México para jugar en Socio Águila. Se traslada a Chile para jugar en el Provincial Osorno de Chile.

## Estadísticas

### Clubes
| Club              | País      | Temporadas  | Partidos | Goles | %    |
| Boca Juniors      | Argentina | 2000        | 1        | 0     | 0    |
| Real Cuautitlán   | México    | 2001 - 2002 | 0        | 0     | 0    |
| Tigrillos UANL    | México    | 2003 - 2004 | 19       | 4     | 0.21 |
| Chacarita         | Argentina | 2004        | 6        | 1     | 0.17 |
| Kuala Lumpur      | Malasia   | 2005 - 2006 | 0        | 0     | 0    |
| Socio Águila      | México    | 2007        | 10       | 2     | 0.20 |
| Provincial Osorno | Chile     | 2007        | 14       | 1     | 0.07 |
| Total             |           | 2000 - 2007 | 50       | 8     | 0.16 |

- Datos: Q5751443